# Heroes and Villains (The Beach Boys)
Heroes and Villains è un brano musicale del gruppo surf rock statunitense The Beach Boys, composto da Brian Wilson e dal paroliere Van Dyke Parks. Originariamente la composizione era stata ideata da Wilson per essere sia il fulcro dell'ambizioso progetto Smile, sia il filo conduttore melodico dell'intera opera. Tuttavia, dopo diversi ripensamenti, una seconda versione semplificata e registrata nuovamente della canzone venne inserita in Smiley Smile (1967), l'album pubblicato al posto dello Smile originale. Questa versione venne anche pubblicata su singolo, con You're Welcome come B-side, e raggiunse la dodicesima posizione in classifica negli Stati Uniti.
Nel 2004 Brian Wilson ha pubblicato una nuova versione di Heroes and Villains nel suo album solista Brian Wilson Presents Smile, e nel 2011 la versione originale del brano è stata inclusa nel cofanetto The Smile Sessions.

## Il brano
Heroes and Villains è un pezzo semi-autobiografico, con riferimenti velati alle esperienze di vita di Parks e Wilson all'epoca della composizione, arrangiato come una fantasia western, e con uno dei testi più intriganti tra quelli scritti da Parks. Il brano è anche la chiave per capire l'intera struttura musicale dell'album, e come Good Vibrations, nacque dall'unione di svariati frammenti incisi separatamente, dando vita a una "sinfonia pop in miniatura". La complessità del metodo produttivo di Wilson può essere desunto dalla gran mole di materiale di prova per la canzone sopravvissuta fino a noi.
Il considerevole lasso di tempo che Wilson dedicò al brano, è indicativo della sua importanza, sia come programmato nuovo singolo della band che come parte integrante di Smile. Le sessioni in studio per perfezionare la canzone proseguirono per più di un anno, dal maggio 1966 al luglio 1967, e Wilson registrò dozzine di take di ogni sezione del brano e vari mixaggi differenti continuando a sperimentare senza trovare ciò che voleva.
Molte delle tracce di Smile, incluse, I'm In Great Shape,  Barnyard, Vega-Tables, Gee, My Only Sunshine e l’introduzione di  Fire furono originariamente considerate come sezioni di Heroes and Villains. Stralci di dialoghi provenienti dalle sessioni per Our Prayer suggeriscono che anche questa canzone fosse all'inizio intesa come da includersi in Heroes and Villains.
Il tema musicale del ritornello del brano è invece preso in prestito da una sezione di un altro brano dell’album, Do You Like Worms? .
La versione di Heroes and Villains che uscì come singolo nel luglio 1967 e che venne successivamente inclusa in Smiley Smile è una versione accorciata, ri-arrangiata e riregistrata rispetto a quella che sarebbe dovuta finire su Smile.
Nel 1990, la Capitol Records, in occasione della ristampa in formato CD di Smiley Smile e Wild Honey, ha inserito come traccia bonus la prima delle due parti della Heroes and Villains originale che, secondo il tecnico Chuck Britz, avrebbero dovuto comporre il pezzo definitivo e sarebbero dovute uscire come 45 giri nel marzo del 1967. La seconda sezione del brano è invece facilmente reperibile in vari bootleg.

### Composizione
Composta all'inizio del 1966, per la maggior parte nella celebre vasca piena di sabbia che Brian aveva fatto eccentricamente installare in casa sua, perché così, componendo al pianoforte, avrebbe potuto affondarci i piedi dentro per trarne ispirazione; Heroes and Villains fu la prima collaborazione artistica tra Wilson e Van Dyke Parks.
Come molti altri brani di Smile, Heroes and Villains è basata su un semplice pattern di tre accordi. Ciò è sintomatico dell'approccio musicale di Wilson al progetto, che era quello di creare canzoni che fossero (in gran parte) strutturalmente semplici, ma con una produzione elaborata e arrangiamenti molto complessi.
Il testo di Heroes and Villains esemplifica il tono allusivo e gioioso dei testi scritti da Parks per il materiale di Smile, combinando evidentemente le esperienze, i sentimenti, e le preoccupazioni di entrambi i compositori. Insieme a Surf's Up e Cabin Essence, si tratta di uno dei testi liricalmente più complessi ed ambigui di tutta la produzione dei Beach Boys. Heroes and Villains viene generalmente indicata come la prima canzone scritta specificatamente per Smile, anche se Barnyard e I'm in Great Shape furono scritte circa nello stesso periodo.

### Registrazione
Il processo di registrazione per il brano fu lungo e laborioso. Alla fine del 1966 Wilson sospese la lavorazione delle altre tracce di Smile per concentrarsi sulla produzione della Heroes and Villains da pubblicarsi su singolo. Tuttavia, nonostante ci avesse lavorato sopra in circa venti sedute di registrazione sparse nel corso di diversi mesi assemblando molte versioni alternative del brano, egli non fu in grado di portare a termine il lavoro in quanto non riusciva ad essere pienamente soddisfatto del lavoro finito e continuava  a rimettere mano alla canzone aggiungendo o togliendo qualcosa.
La traccia subì molteplici trasformazioni nel corso del tempo e un'intera sezione, la cosiddetta "Cantina scene", fu infine rimossa dalla versione incompleta pubblicata (dietro insistenza della casa discografica) nel luglio '67.

### Effetti sulla psiche di Brian Wilson
Wilson ha riferito che riponeva enormi speranze nel successo di Heroes and Villains come seguito del precedente singolo da primo posto in classifica dei Beach Boys Good Vibrations. Quando invece il singolo non replicò il successo clamoroso di Good Vibrations, Brian vide persa la sua personale gara/rivalità artistica con i Beatles. Secondo quanto affermato da Jack Rieley, Wilson spesso si dilungava nel raccontare in dettaglio come il successo di Heroes and Villains avrebbe innalzato la statura artistica dei Beach Boys facendoli passare da gruppo dedito alle canzonette sul surf, il mare, le ragazze, e la spiaggia, ad essere considerati "importanti come se non più dei Beatles" dal punto di vista creativo. Wilson interpretò il relativo fallimento di Heroes and Villains come il rifiuto finale da parte del pubblico alla sua crescita artistica e alla svolta più adulta che voleva dare alla musica dei Beach Boys.

### Pubblicazione e differenti versioni

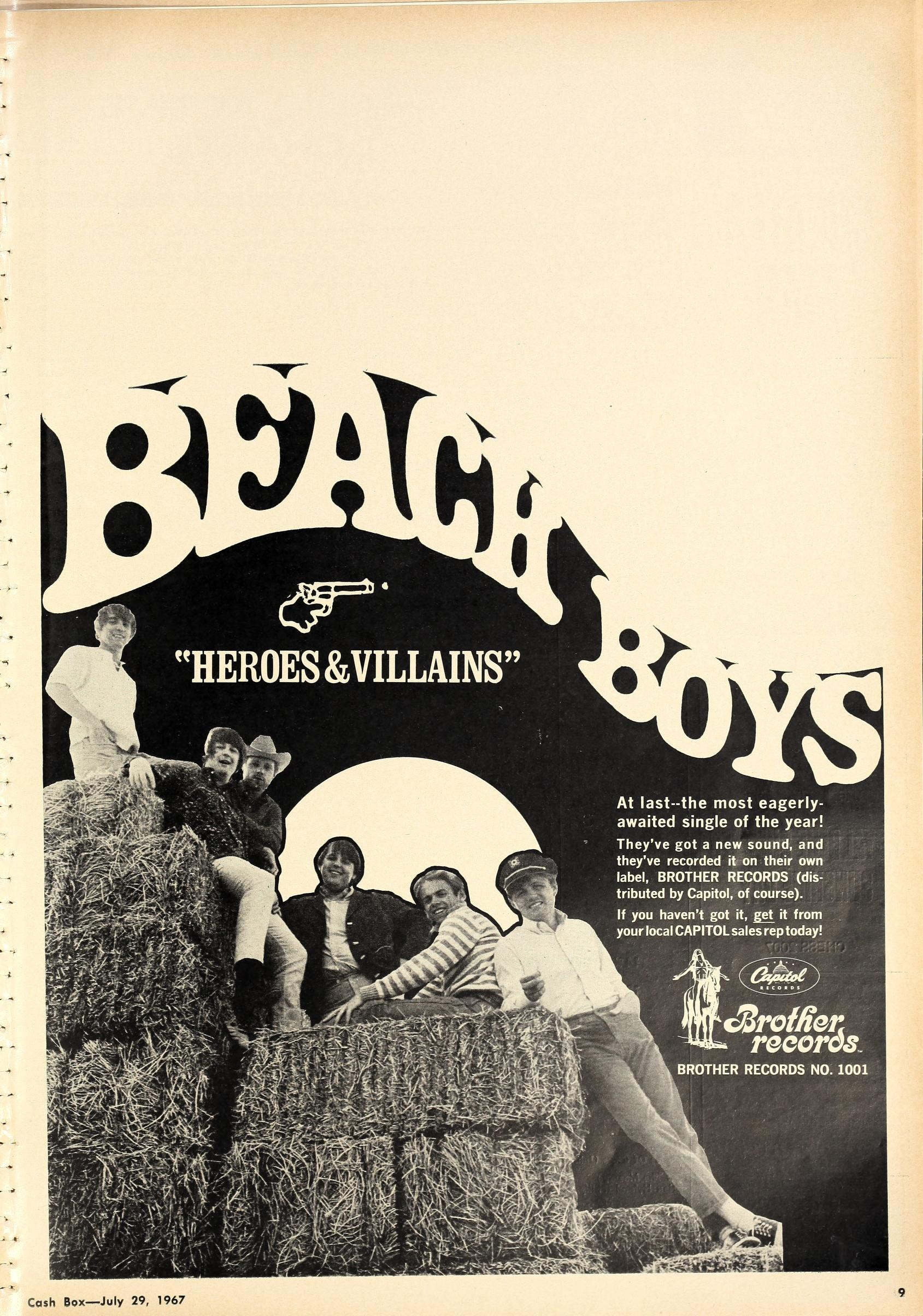
Pubblicità per il singolo Heroes and Villains, luglio 1967

La Capitol Records aveva inizialmente fissato come data per la pubblicazione su singolo di Heroes and Villains il 13 gennaio 1967. A causa però dell'incapacità di Wilson di consegnare una versione del brano della quale fosse pienamente soddisfatto, la data dovette essere rimandata fino al luglio seguente.
Esistono diverse versioni della canzone. La prima a vedere la luce fu la versione accorciata pubblicata su singolo nel 1967 ed inclusa a settembre nell'LP Smiley Smile, poi fu la volta di una variante della versione più complessa che sarebbe dovuta comparire in Smile, pubblicata come bonus track nella ristampa in CD del 2000 degli album Smiley Smile/Wild Honey completa della sezione "Cantina Scene" e con qualche strofa aggiunta («At threescore and five, I'm very much alive, I've still got the jive to survive with the heroes and villains»). Nel 2001 ne venne pubblicato un missaggio stereo sull'album Hawthorne, CA. Nell'LP Endless Harmony, è presente una versione demo del brano, che incorpora altri due brani: I'm in Great Shape e Barnyard.
Inoltre dovrebbe esistere anche una versione lunga di Heroes and Villains divisa in due parti, della durata presunta di circa sei, sette o dieci minuti, che sarebbe stata la scelta originale per la pubblicazione su singolo, divisa sulle due facciate del 45 giri. Tuttavia, è possibile che questa versione rimasta inedita possa essere essenzialmente l'unione dei vari frammenti delle sezioni di collegamento della canzone pianificata per Smile e mai terminata da Wilson.
I Beach Boys hanno pubblicato ben quattro versioni live diverse del brano: in The Beach Boys in Concert; in Good Timin': Live at Knebworth England 1980, e come parte di un medley con Cotton Fields; in Endless Harmony, e infine come bonus track dell'album Live in London. Ne esiste anche una versione ad opera del solo Al Jardine nell'album Live in Las Vegas. Infatti, mentre Brian era assente durante qualche data del tour, Jardine cantò la canzone da solista.
Heroes and Villains è stata riregistrata da Brian Wilson nel 2004 insieme alla sua tour band in una versione più aderente a quella originaria di Smile ed inserita nel suo album solista intitolato Brian Wilson Presents Smile, con la sezione "cantina" reintegrata.
Nel 2011, è stato pubblicato il cofanetto The Smile Sessions, che contiene diverse versioni della canzone, insieme a varie outtakes e demo, e alla celebre versione lunga divisa in due parti.

## Formazione

### Versione inSmile(originale, pubblicata nel 2011)
- Hal Blaine – batteria
- Carol Kaye – basso
- Lyle Ritz – contrabbasso
- Don Randi – pianoforte
- Billy Strange – chitarra
- Brian Wilson – voce solista, armonie vocali
- Mike Love, Al Jardine, Carl Wilson, Dennis Wilson, Bruce Johnston – coro, risate

### Versione inSmiley Smile(1967)
- Hal Blaine – batteria
- Al Jardine – voce
- Bruce Johnston – voce
- Carol Kaye – basso
- Mike Love – voce
- Brian Wilson – voce solista
- Carl Wilson – voce
- Dennis Wilson – voce

### Versione inBrian Wilson Presents Smile(2004)
- Brian Wilson – voce solista, tastiere
- Scott Bennett – voce, tastiere
- Nelson Bragg – voce, percussioni, fischietto
- Jeff Foskett – voce, chitarra
- Probyn Gregory – voce, chitarra
- Jim Hines – batteria
- Bob Lizik – basso
- Paul Mertons – sax baritono, armonica
- Taylor Mills – voce, percussioni
- Darian Sahanaja – voce, tastiere
- Nick Walusko – voce, chitarra
- Staffan Findin – basso tuba
- Andreas Forsman – violino
- Erik Holm – viola
- Anna Landberg – violoncello
- Malin-My Nilsson – violino
- Bjorn Samuelsson – trombone
- Victor Sand – sassofono, flauto, clarinetto
- Markus Sandlund – violoncello